# Fraccionamiento Ecológico la Campiña
Fraccionamiento Ecológico la Campiña är en ort i Mexiko.   Den ligger i kommunen Morelia och delstaten Michoacán de Ocampo, i den södra delen av landet, 220 km väster om huvudstaden Mexico City. Fraccionamiento Ecológico la Campiña ligger 2 072 meter över havet och antalet invånare är 150.
Terrängen runt Fraccionamiento Ecológico la Campiña är huvudsakligen kuperad, men åt sydväst är den platt. Runt Fraccionamiento Ecológico la Campiña är det tätbefolkat, med 493 invånare per kvadratkilometer. Närmaste större samhälle är Morelia, 9,6 km nordost om Fraccionamiento Ecológico la Campiña. I omgivningarna runt Fraccionamiento Ecológico la Campiña växer i huvudsak blandskog.